# Vaire
Vaire é uma comuna francesa na região administrativa da Borgonha-Franco-Condado, no departamento de Doubs. Estende-se por uma área de 14.04 km². Em 2010 a comuna tinha 823 habitantes (densidade: 58,6 hab./km²).
Foi criada em 1 de junho de 2016, a partir da fusão das antigas comunas de Vaire-Arcier (sede da comuna) e Vaire-le-Petit.